# Goofy
Goofy (jelentése magyarul: "bolondos"; egyes magyar fordításokban Szaglász vagy Fajankó) egy rajzfilmfigura, akit a The Walt Disney Company alkotott 1932-ben. Egy magas, antropomorf kutya, aki tipikus módon garbónyakú pólót és mellényt visel, nadrággal, cipővel, fehér kesztyűvel és egy nagyméretű kalappal. Mickey egér és Donald kacsa jóbarátja, aki rendkívül ügyetlennek és ostobának van ábrázolva; de ez nem mindig van így: időnként találékony és okos, a maga különleges módján.
1932-ben mutatkozott be a Mickey's Revue című rövidfilmben, Dippy Dawg néven. Ő azonban idősebb volt Goofy-nál. Ugyanebben az évben megjelent mai formájában, a The Whoopee Party című rövidfilmben. Az 1930-as években Mickey-vel és Donalddal együtt alkotta a "humor triót".
Leginkább Goofy néven ismert, de több neve is van: az 1950-es években egy George G. Geef nevű karaktert alakított. Később G. G. "Goofy" Goof lett a neve. A 2000-es évekbeli képregényekben időnként Goofus D. Dawg névvel illetik.

## Háttér
Pinto Colvig, az eredeti szinkronszínésze szerint a karakter alapjául egy "vigyorgó, ostoba falusi bolond" szolgált. Miután beszélt Walt Disneyvel és Wilfred Jackson rendezővel, ez a személy lett a Mickey Mouse univerzum új szereplőjének alapja. Colvig ezt követően másnap egész nap próbált Tom Palmer animátor előtt. Palmer ezt követően felvázolta Goofy alapjait. Art Babbit animátor fejlesztette ki a karakterét. Így írta le: "Gondoljatok rá úgy, mint egy örökös optimista alkotóelemeként, egy hiszékeny szamaritánusként, egy féleszűként, egy jó természetű hibbantként".
A képregényekben általában Mickey csatlósának számít, de időnként főszereplő.
Szállóigéje a következő: "gawrsh!" (ez a meglepettséget szimbolizálja) és "ah-hyuck!"
Neal Gabler szerint Walt Disney nem szerette a Goofy rajzfilmeket, szerinte csak "hülye rajzfilmek voltak poénokkal összekötve". Emiatt folyamatosan azzal fenyegetőzött, hogy eltörli a sorozatot. Michael Barrier azonban úgy gondolja, hogy az ő forrása nem egyezik meg ezzel.